# Gris Records
Gris Records war ein von 2010 bis 2012 aktives ukrainisches Independent-Label. Es ist ein Subunternehmen von Boyanov Gimn Publishing, das auf den Death- und Funeral-Doom spezialisiert ist. Zu den populärsten über Gris Records verlegten Bands zählen Interpreten wie Auaesuve, Gurthang, Womb of Decay, Black Wings und Anlipnes. Über Gris Records erschienen bis zum Jahr 2012 17 Veröffentlichungen. Die Katalognummer 15 wurde dabei nicht vergeben. Anschließend blieben weitere Veröffentlichungen aus und das Unternehmen agierte als internationaler Vertrieb.

## Katalog
| Interpret                    | Titel                         | Format      | Jahr | Katalognummer |
| ---------------------------- | ----------------------------- | ----------- | ---- | ------------- |
| Auaesuve                     | Displaced and Uncharted       | Album       | 2010 | Gris-001-CD   |
| Necromimesis                 | Ashk                          | Demo        | 2010 | Gris-002-CD   |
| Darkflight                   | In a Breathless Flight        | EP          | 2010 | Gris-003-CD   |
| Matter of Essence            | Время сеять                   | Album       | 2010 | Gris-004-CD   |
| Black Wings                  | Living Besides                | Album       | 2010 | Gris-005-CD   |
| Anlipnes                     | Inanis Caelum                 | Album       | 2010 | Gris-006-CD   |
| Infinite Grievance           | Old Year Ghost                | Kompilation | 2010 | Gris-007-CD   |
| Womb of Decay                | Descent Into Obscure Nihilism | Album       | 2010 | Gris-008-CD   |
| Cethegus                     | Moribundus                    | Album       | 2011 | Gris-009-CD   |
| Semper Dolens                | Eeuwige Rouw                  | Demo        | 2011 | Gris-010-CD   |
| Eparchy of Evil              | Сквозь нити сюрреализма       | Album       | 2011 | Gris-011-CD   |
| Black Wings                  | In Expectation of Punishment  | Album       | 2011 | Gris-012-CD   |
| Chalice of Doom              | Immemorial Nightfall          | Album       | 2011 | Gris-013-CD   |
| Koloss                       | Dødsstjernen                  | Album       | 2011 | Gris-014-CD   |
| Gurthang                     | Dimensions of Grey            | Kompilation | 2012 | Gris-016-CD   |
| General Winter / Of the Dead | Moribunda/The House           | Split       | 2012 | Gris-017-CD   |
| Old Chapel                   | Tales from the Churchyard     | Album       | 2012 | Gris-018-CD   |